# Kree
Kree, cunoscută anterior ca Ruul, este o rasă extraterestră fictivă militaristă, științific și tehnologic avansată, care apare în cărțile de benzi desenate americane publicate de Marvel Comics. Rasa este de pe planeta Hala, aflată în Marele Nor al lui Magellan. Sunt în conflict cu rasa Skrull. 
Personaje Kree au apărut în întregul univers cinematografic Marvel. Au fost văzute în filmele Guardians of the Galaxy și Captain Marvel. Kree au fost implicați și în serialul de televiziune Agenții SHIELD.

## Vezi și
- Skrull